# Chinan
Le Chinan est un cours d'eau français, qui coule dans le département de l'Indre, en région Centre-Val de Loire.
C'est un affluent de l'Abloux, donc un sous-affluent de la Loire, par l'Anglin, la Gartempe, la Creuse et la Vienne.

## Géographie

### Cours
Le cours d'eau à une longueur de 6,93 km.
Il prend sa source dans le département de l'Indre, à 229 m d'altitude, dans le « Bois de Chinan », sur le territoire de la commune de Saint-Gilles, puis s'écoule vers le nord-ouest.
Son confluent avec l'Abloux, se situe dans le département de l'Indre, à 134 m d'altitude, sur le territoire des communes de Sacierges-Saint-Martin et de Saint-Civran,.

### Départements et communes traversés
Le Chinan traverse quatre communes : Roussines, Sacierges-Saint-Martin, Saint-Civran et Saint-Gilles,.

### Bassin versant
Les bassins hydrographiques sont découpés dans le référentiel national BD Carthage en éléments de plus en plus fins, emboîtés selon quatre niveaux : régions hydrographiques, secteurs, sous-secteurs et zones hydrographiques.
Le Chinan traverse la zone hydrographique « L'Abloux de sa source à la Sonne ».
Le bassin versant du Chinan s'insère dans la zone hydrographique « L'Abloux de sa source à la Sonne », au sein du bassin DCE plus large « La Loire, les cours d'eau côtiers vendéens et bretons ».

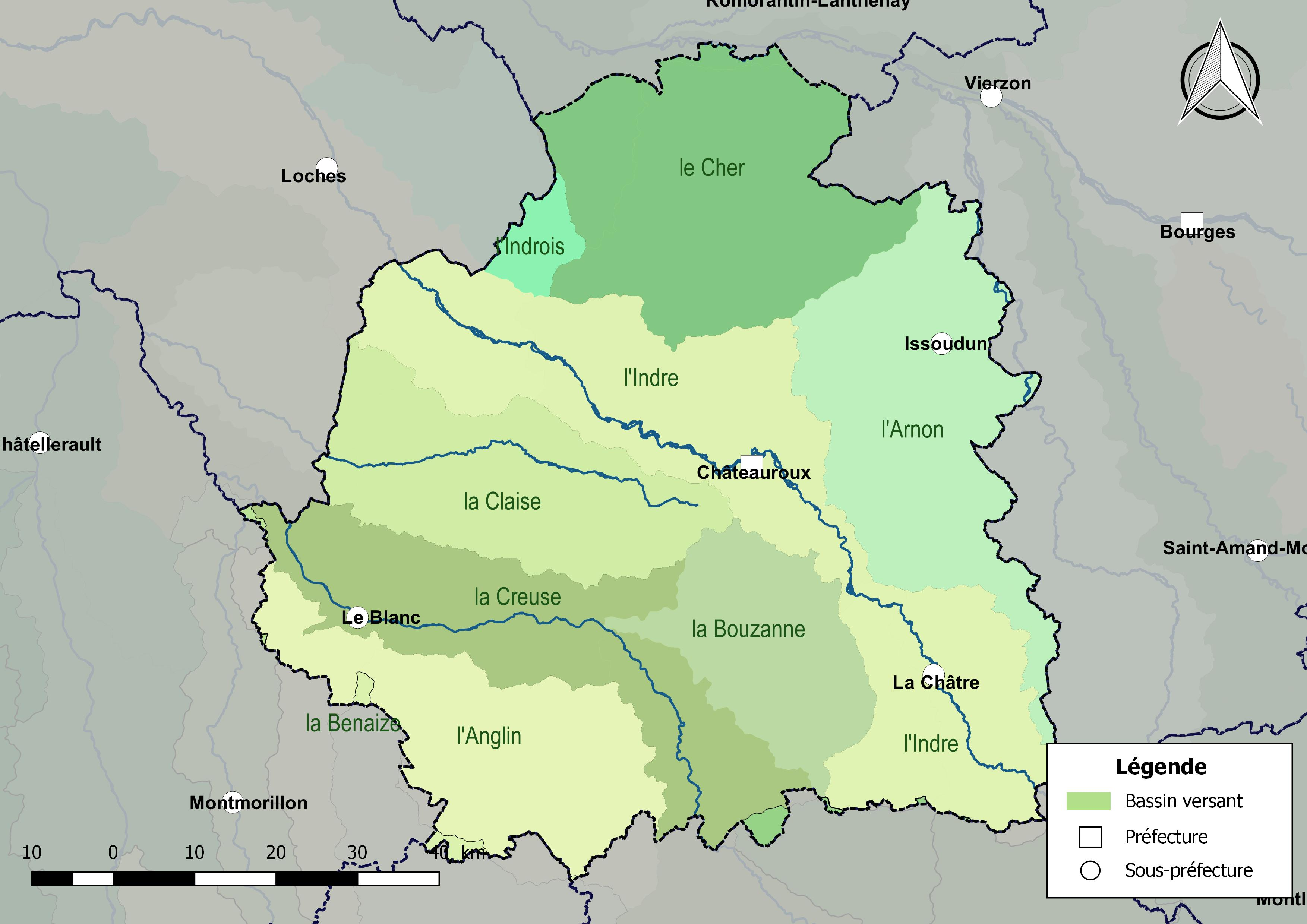
Les principaux bassins versants du département de l'Indre.

#### Échelle du bassin
En France, la gestion de l’eau, soumise à une législation nationale et à des directives européennes, se décline par bassin hydrographique, au nombre de sept en France métropolitaine, échelle cohérente écologiquement et adaptée à une gestion des ressources en eau. Le Chinan est sur le territoire du bassin Loire-Bretagne et l'organisme de gestion à l'échelle du bassin est l'agence de l'eau Loire-Bretagne.

### Organisme gestionnaire
Le syndicat mixte d’aménagement de la Brenne, de la Creuse, de l’Anglin et de la Claise (SMABCAC) est l'organisme gestionnaire du cours d'eau.

## Affluents
Le Chinan possède sept affluents.
| Noms                     | km |
| ------------------------ | -- |
| Ruisseau de Montbroux    | 3  |
| Ruisseau des Vallées     | 2  |
| L5527140                 | 2  |
| Ruisseau de l'Étang Neuf | 2  |
| L5527160                 | 1  |

| Noms     | km |
| -------- | -- |
| L5527350 | 2  |
| L5527000 | 1  |

### Rang de Strahler
Son rang de Strahler est de trois.

## Hydrologie

### État des masses d'eau et objectifs
Pour les cours d’eau, la délimitation des masses d’eau est basée principalement sur la taille du cours d’eau et la notion d’hydro-écorégion. Ces masses d’eau servent ainsi d’unité d’évaluation de l’état des eaux dans le cadre de la directive européenne.
Le Chinan fait partie de la masse d'eau codifiée FRGR0420 et dénommée « L'Abloux et ses affluents depuis la source jusqu'à la confluence avec l'Anglin ».
Le schéma directeur d'aménagement et de gestion des eaux (Sdage) Loire-Bretagne est un document de planification dans le domaine de l’eau. Il définit, pour une période de six ans les grandes orientations pour une gestion équilibrée de la ressource en eau ainsi que les objectifs de qualité et de quantité des eaux à atteindre dans le bassin Loire-Bretagne. L'état des lieux 2013 défini dans la SDAGE 2016 – 2021 et les objectifs à atteindre pour cette masse d'eau sont les suivants,, :
| Code masse d'eau    | FRGR0420                                                                       |
| Libellé masse d'eau | L'Abloux et ses affluents depuis la source jusqu'à la confluence avec l'Anglin |

| Écologique | Biologique | Physico-chimie générale | Polluants spécifiques |
| ---------- | ---------- | ----------------------- | --------------------- |
| Bon état   | Moyen      | Bon état                | X                     |

| Écologique | Chimique | Global   |
| ---------- | -------- | -------- |
| Bon état   | Bon état | Bon état |

## Aménagements et écologie

### Milieu naturel
L'Abloux et ses cours d'eau affluents de la source jusqu'à la confluence avec l'Anglin sont classés dans la liste 1 au titre de l'article L. 214-17 du code de l'environnement sur le Bassin Loire-Bretagne. Du fait de ce classement, aucune autorisation ou concession ne peut être accordée pour la construction de nouveaux ouvrages s'ils constituent un obstacle à la continuité écologique et le renouvellement de la concession ou de l'autorisation des ouvrages existants est subordonné à des prescriptions permettant de maintenir le très bon état écologique des eaux.
Le cours d'eau est de première catégorie.